# Karim Miské
Pour les articles homonymes, voir Miske.
Œuvres principales
- Arab jazz (2012)

Karim Miské est un écrivain et réalisateur français de films documentaires né en 1964 à Abidjan,. Son père, Ahmed Baba Miské (1935-2016), est un diplomate mauritanien et sa mère est française,.

## Biographie
Depuis son premier film Économie de la débrouille à Nouakchott réalisé en 1988 avec Brigitte Delpech, il observe les mutations du monde, à travers des thèmes comme les rapports Nord-Sud et Orient-Occident (Islamisme, le nouvel ennemi en 1995, Sur la route des Croisades en 1996, Contes Cruels de la Guerre, réalisé avec Ibéa Atondi en 2002), la surdité (La parole des sourds en 2000) ou encore la bioéthique (Un choix pour la vie en 2009). 
En mars 2012, il publie son premier roman, Arab Jazz, chez Viviane Hamy. Il sera récompensé en 2012 par le grand prix de littérature policière, en 2013 par le prix du Goéland Masqué, et en 2014 par le Prix du meilleur polar des lecteurs de Points. 
En 2013, il réalise un documentaire remarqué en 4 épisodes, Juifs et musulmans, si loin si proches et en 2020, Décolonisations, tous deux diffusés sur Arte.

## Filmographie
- Septembre 1988 : Économie de la débrouille à Nouakchott, 26 min. Documentaire auto-produit réalisé en collaboration avec Brigitte Delpech. Primé aux festivals « Vues d'Afrique » de Montréal et « Tam-tam vidéo » de Rome, diffusé par la TV québécoise et le CNDP.
- Août 1991 : URSS-Afrique, voyages d'amour, documentaire de 52 min produit par Taxi Vidéo Brousse. réalisé en collaboration avec Brigitte Delpech - Canal+, RTSR, Planète câble, et Télé Monte-Carlo
- Mai 1992 : Enfants et femmes du Burundi, 26 min - UNICEF.
- Juin 1993 : Derrière le voile, la séduction en Mauritanie, Produit par Periscoop. Réalisé en collaboration avec Brigitte Delpech. 52 min, Canal +, RTSR, SBS (Australie) et TVE (Espagne) Sélectionné au Festival de documentaires de l'Institut du Monde Arabe en octobre 1993
- Juin 1994 : Islamisme : le nouvel ennemi ?, documentaire de 65 min produit par Boyard Production, ARTE
- Mai 1996 : Sur la route des Croisades, documentaire de 73 min, produit par Arts-Maillot, ARTE. (Adapté de l'œuvre de Jean-Claude Guillebaud)
- Juillet 1997 : Lajji, businessman africain, documentaire de 52 min, produit par Periscoop, réalisé en collaboration avec Brigitte Delpech, Canal+
- 1997-2006 : série de documentaires de 26 minutes produits par Point du Jour pour L’œil et la main (France 5) dont Nationalité : Sourd ! (surdité et immigration) ; Entrer dans le monde des Signes ; Hôpital Sainte-Anne-Pavillon J ; Gustave Baguer, lieu de mémoire (école et surdité)
- Avril 2000 : La Parole des Sourds, documentaire de 52 min produit par Point du Jour - coauteur Daniel Abbou - tourné dans un Centre d’Aide par le Travail - France 2 Mains d'or 2004 du meilleur documentaire sur la surdité.
- Juin 2002 : Contes Cruels de la Guerre (Congo-Brazzaville) - documentaire de 51 min produit par baetc - réalisé en collaboration avec Ibéa Atondi. Primé au « Festival Cinema Africano » de Milan. Autres festivals : « États Généraux du Film Documentaire » de Lussas ; « Escales Documentaires » de La Rochelle ; « Festival International du Film d'Amiens » ; « Vues d'Afrique » à Montréal. Édité en DVD par le Ministère des Affaires Étrangères dans le cadre de la collection « L’Afrique noire se regarde »[6]
- Mai 2005 : Born Again, documentaire de 52 minutes produit par Point du Jour - Arte, Planète, France 3-Alsace, RTSR (Suisse Romande)
- 2006 - 2009 : La télé des sénégalais, La télé des kéralais, La télé des panaméens, La télé des tamouls, La télé des lettons, dans Toutes les télés du monde magazine de 26 minutes produit par Point du Jour - Arte
- Janvier 2009 : Un choix pour la vie, documentaire de 52 minutes produit par Point du Jour - France 2 (diffusion "infra-rouge" mai 2009)[7] Primé au festival Telefilmed 2009.
- Juillet 2009 : Musulmans de France, trois documentaires de 52 min produits par la Compagnie des Phares et Balises - France 3 (diffusé dans le cadre d'une soirée spéciale présentée par Carole Gaessler sur France 5 le 23 février 2010[8],[9])
- 2013 : Juifs & Musulmans - Série documentaire en 4 épisodes de 52 minutes diffusée sur ARTE
- 2019 : Décolonisations - Série documentaire en 3 épisodes de 52 minutes, réalisée avec Marc Ball, écrite avec Pierre Singaravélou et Marc Ball, diffusée sur ARTE
- 2023 : La Chine, Rêves et Cauchemars - Série documentaire en 3 épisodes de 52 minutes (Program33)[10], coécrite avec la réalisatrice Ilana Navaro et l'historien Pierre Singaravélou et diffusée sur ARTE.

## Publications
- Karim Miské, Arab jazz, Paris, Viviane Hamy, coll. « Chemins nocturnes », 15 mars 2012, 298 p. (ISBN 978-2-87858-507-0, BNF 42646104)Grand prix de littérature policière 2012[11] - prix du Goéland Masqué 2013[4] - Prix du meilleur polar des lecteurs de Points 2014[5]
- N’appartenir, Éditions Viviane Hamy, « Hors collection », 2015, 88 p.  (ISBN 978-2-87858-613-8)
- La Situation, Les avrils, 2023

## Distinctions et décorations
- Grand prix de littérature policière 2012 pour Arab jazz[12]
- Prix du goéland masqué 2013 pour Arab jazz[4]
- Prix du meilleur polar des lecteurs de Points 2014 pour Arab jazz[5]
- Laurier de la série et collection documentaire pour Juifs et Musulmans, si loin, si proches sur Arte, le 17 février 2014[13]
- Prix Historia de l'inattendu 2014 pour Juifs et Musulmans, si loin, si proches.